# 베네수엘라 U-23 축구 국가대표팀
베네수엘라 U-23 축구 국가대표팀(스페인어: selección de fútbol sub-23 de Venezuela)은 베네수엘라를 대표하는 23세 이하의 축구 국가대표팀으로, 베네수엘라의 축구 관리 기관인 베네수엘라 축구 연맹의 관리를 받는다.